# 帕拉林匹克運動會標誌
帕拉林匹克運動會標誌是國際帕拉林匹克委員會在帕拉林匹克運動會中所使用的圖標、旗幟及象徵。

## 座右銘
帕拉林匹克運動會標誌的座右銘為：「精神寓于运动」（Spirit in Motion，或译“運動家精神”）。
這個座右銘从2004年雅典帕拉林匹克運動會上开始被使用，而1994年前使用的座右銘為「心靈，身體，精神」。

## 標誌

### 當前標誌

帕拉林匹克運動會標誌由紅、藍、綠三色所組成，為各国国旗上最廣泛使用的三種顏色。

帕拉林匹克運動會標誌是白底上由紅、藍、綠三個顏色組成的「彩帶」圍繞一點。不对称新月形的彩带是運動的象徵。殘奧會標誌由Scholz & Friends機構創建，並於2003年4月被批准使用。當前使用的2019年版本相較於2003年版本在顏色明亮度上進行了優化，对图形进行了微调，並刪除了「PARALYMPIC GAMES」字樣。
白色背景上三种颜色的彩帶代表著世界各地國旗中最廣泛使用的三種顏色。三条彩带圍著一個中心點，強調“ 國際帕拉林匹克委員會的作用是將世界各地的運動員帶到一起，使他們能夠參與”。形狀也像徵著殘奧會的愿景是“使殘奧運動員實現卓越運動，鼓舞和激勵世界”。
當前的帕運會標誌首次於2019年啓用，並於啓用次日首次用於2024年夏季帕拉林匹克運動會會徽上，2022年冬季帕拉林匹克運動會亦在之後將其會徽中的殘奧會標誌更新為該版本。儘管2020年夏季帕拉林匹克運動會在其會徽和場地包裝上仍然沿用2003版的標誌，但在電視直播以及閉幕式交接旗儀式上均已換用新版標誌。

### 歷史標誌
第一個帕運會會徽是在南韓首都漢城（今首爾）舉行的1988年夏季帕拉林匹克運動會中所使用，它以東亞国家常見的太極傳統圖案中的「陰陽魚」為基礎（韓國将其称呼為 pa （韩语： Pa ?）），将五个與奧林匹克五環顏色相同的「陰陽魚」圖案依五環的排列方式組合在一起，但彼此不相互連接。
因為原来的标志與奧運五環過為相像，1990年10月6日，国际奥林匹克委员会要求世界殘障運動總會（ICC）設計新標誌，於是IPC便設計了一个由六個「陰陽魚」環繞成一圈的新標誌。然而1991年11月國際帕拉林匹克委員會（IPC）成员否决了這個新標誌，继续使用舊標誌。國際奧委會对此明確表示若IPC繼續使用舊標誌，將拒絕與IPC進一步合作。
1992年3月帕運會標誌改為由3个「陰陽魚」所組成的圖案，但因於挪威利勒哈默尔舉行的1994年冬季帕拉林匹克運動會已使用舊標誌进行宣传，因此這個新標誌在1994年冬季帕運會後才開始全面使用，並使用至於希腊雅典舉辦的2004年夏季残奥会結束。
2003年，新版的「彩帶」圖案標誌正式取代原有的「陰陽魚」圖案，並首次用於出版物和其他產品。由於距离2004年夏季帕奥会时间已不多，2004年雅典夏季帕運參賽代表團在運動會期間沒有使用新的符號。然而，在2004年閉幕式上，移交給北京的旗幟开始使用这一符号。而這個標誌真正开始在运动会上使用则是在意大利都靈的2006年冬季残奥会上，並使用至日本東京的2020年夏季殘奧會為止。

1988年 − 1994年
1994年 − 2004年
2004年 - 2019年
2019年以後

## 吉祥物
每一個帕運會都有一隻吉祥物，通常是當地土產的動物，或是可以代表當地文化特色的人物形象。如今，多數年輕人更關注吉祥物，而不是殘奧會標誌或旗幟。

## 另見
- 帕拉林匹克運動會吉祥物列表
- 奧林匹克五環

## 註解
1. ↑  胡锦涛. . 人民日报 (北京). 新华社. 2008-09-06: 2 (2008-09-07) （中文（中国大陆））.
2. 1 2 3 4 5 6 7  . International Paralympic Committee. 2003  [2015-08-18]. （原始内容存档于2008-04-06）.
3. 1 2 3 4 5  International Paralympic Committee - The IPC logo, motto and flag （页面存档备份，存于）, CRWFlags.com
4. ↑  姬烨; 汪涌; 王梦. . 新華網. 北京. 2020-09-06  [2022-04-17]. （原始内容存档于2022-04-17） （中文（中国大陆））.
5. 1 2 3  Vom Rehabilitationssport zu den Paralympics 的存檔，存档日期2012-03-05. (German), Sportmuseum Leipzig
6. ↑  Google translate （页面存档备份，存于）, Google translate
7. ↑  Athlete first: a history of the paralympic movement, by Steve Bailey, Google Books
8. ↑  New Logo and Motto for IPC 的存檔，存档日期2008-04-06., International Paralympic Committee (IPC)
9. ↑  Firsts at the Torino 2006 Paralympic Winter Games （页面存档备份，存于）, International Paralympic Committee (IPC)

## 外部連結
- Official site of the Paralympic Movement （页面存档备份，存于） - Images and information on every game since 1960.
- The Paralympic Flag （页面存档备份，存于）